# La Zarza (Badajoz)
Pour les articles homonymes, voir La Zarza.
La Zarza est une commune d’Espagne, dans la province de Badajoz, communauté autonome d'Estrémadure.